# Pseudaclytia minor
Pseudaclytia minor är en fjärilsart som beskrevs av William Schaus 1905. Pseudaclytia minor ingår i släktet Pseudaclytia och familjen björnspinnare. Inga underarter finns listade i Catalogue of Life.